# باس (إزار)
باس (بالفرنسية: Besse) هي بلدية في إقليم إزار بمنطقة أفيرن–رون ألب في جنوب شرق فرنسا.